# フォールクヴァング
フォールクヴァング（古ノルド語: Fólkvangr）は北欧神話の愛の女神フレイヤが住んでいる宮殿。非常に広い広間セスルームニル（Sessrúmnir）を擁している。

## 概要
フレイヤは主神のオーディンと戦死者を分け合う権利を持っていた。ワルキューレを率いて戦場に赴いては死んだ戦士（エインヘリャル）をフォールクヴァングに運んだといわれている。（詳しくはセスルームニルの項目を参照。）